# Заштићено станиште Глинара
Заштићено станиште Глинара је природно добро које се налази на јужном ободу Панонског басена, на територији града Београда, у општини Палилула, насељу Вишњица, у близини десне обале Дунава. 

## Историјат
Завод за заштиту природе Србије је 7. априла 2023. доставио Студију заштите Заштићеног станишта Глинара Секретаријату за заштиту животне средине Града Београда, као надлежном органу.

## Животињски свет
Заштићено станиште Глинара представља просторну целину чију окосницу чини лесни одсек дужине 550 метара настао копањем леса за потребе циглане на Роспи ћуприји, а на ком су се након престанка антропогених активности, уз спонтани процес еколошке сукцесије, створили повољни услови за гнежђење пчеларице, брегунице и црне чиопе, строго заштићених врста птица од националног и међународног значаја.
Поред Тителског брега ово је једино ванградско станиште на ком се гнезди колонија црне чиопе.

## Категорија заштићеног подручја
Заштићено станиште Глинара обухвата површину од 30,38 хектара на којој се успоставља режим заштите трећег степена. Од те површине 48,82% је у јавној својини, 35,79% у државној и 15,39% у приватној.
Према Правилнику о критеријумима вредновања и поступку категоризације заштићених подручја Заштићено станиште Глинара се сврстава у трећу категорију – заштићено подручје локалног значаја.